# Robert Duterque
Robert Gaétan Duterque est un résistant français, né le 11 mars 1907 en France, à Huby-Saint-Leu (Pas-de-Calais, Nord-Pas-de-Calais), arrêté à Reims en juin 1944 et mort en déportation en Allemagne, à Ravensbrück, au début du mois de mai 1945. 
Militant syndicaliste, membre de la SFIO, il a rejoint pendant l’Occupation les Forces françaises de l'intérieur (Libération-Nord), et a participé à la fondation du journal L'Union.

## Biographie

### Avant la guerre
Robert Duterque a passé son enfance à Vindey (Marne), puis son adolescence à l’école normale de Châlons-sur-Marne, promotion 1923-1926. Après le Service militaire, il est  nommé instituteur à l’école du boulevard des Belges, à Reims, dans une classe dite « de perfectionnement » pour enfants handicapés. Il épouse une collègue, Madeleine Bihan, avec qui il a deux fils, Alain et Jean, nés en 1935 et 1938. Ayant perdu un œil dans un accident, il n'est pas mobilisé en septembre 1939.

### La résistance
Militant syndicaliste et socialiste, membre de la SFIO (Section française de l'Internationale ouvrière) à partir de 1930, il a participé à la rédaction du journal clandestin socialiste Le Travail. Sous le pseudonyme « Philippe », il a rejoint le groupe de résistance « Les Cloches des Halles », créé à Paris en janvier 1941, et dont l'objet consistait principalement à mettre à l'abri des jeunes souhaitant échapper au Service du travail obligatoire. Il s’est engagé en janvier 1943 au sein du groupe de Résistance « Libération-Nord », dont il est devenu le responsable militaire dans le secteur de Reims. Il utilisait pour ses activités clandestines une fausse carte d’identité, délivrée à Troyes, le 28 mars 1943, au nom de Jean Alain Dumont, professeur de musique, né à Bastia en Corse.
Il a été désigné le 8 février 1944 pour représenter Libération-Nord, avec Edmond Forboteaux, au Comité départemental de libération nationale (CDLN). Ce Comité comptait également des représentants de la CGT, de CDLR et du Front national de lutte pour l’indépendance de la France. 
Robert Duterque a participé, avec Edmond Forboteaux, Michel Sicre et Henri Kinet, à la préparation et la rédaction du premier numéro du journal L'Union, paru dans la clandestinité le 30 août 1944. 

### La déportation à Neuengamme
Le 13 juin 1944, il a été arrêté avec d’autres compagnons de résistance, pour l'essentiel des militants syndicalistes. Il a été emmené au siège de la Gestapo rue Jeanne-d’Arc à Reims puis interné à la prison de Châlons-sur-Marne le 14 juin, dans la cellule no 143. C’est de cette prison qu’il a envoyé sa dernière lettre à son épouse, le 6 juillet 1944, annonçant son proche départ pour le Frontstallag 122 à Compiègne (Oise) (camp de Royallieu). Une attaque a été préparée pour le délivrer, ainsi que ses compagnons, mais il a été transféré à Compiègne (Oise) le 8 juillet 1944, avant que l'opération n'ait pu avoir lieu. 
Il a été déporté le 15 juillet 1944, en même temps que son camarade Edmond Forboteaux, par le convoi I.247 qui transportait 1522 hommes. Le convoi a été stoppé à plusieurs reprises à cause des bombardements et des tentatives d’évasion. Il est arrivé le 18 juillet 1944 au camp de concentration de Neuengamme. Parmi les détenus se trouvaient 326 « personnalités-otages » (des hommes politiques comme Albert Sarraut, des officiers, des magistrats, des ecclésiastiques, des médecins ou des industriels) qui furent incarcérés à Neuengamme dans des conditions privilégiées : ils gardaient leurs vêtements civils, n'étaient pas soumis au travail dans le camp ou ses Kommandos ni aux appels prolongés, et organisaient pendant la journée des conférences et distractions diverses. Ils ont été évacués, mi-avril 1945, par bus de la Croix-Rouge suédoise, vers le camp de Theresienstadt (Voir page "Neuengamme" sur Wikipedia). Tous les autres déportés du convoi sont soit restés au camp central où ils travaillaient dans les glaisières ou les usines du camp, soit ont été transférés dans des « Kommandos » extérieurs pour y travailler. C’était le cas de Robert Duterque : à son arrivée à Neuengamme, il a été enregistré comme « Poli » (prisonnier politique) avec le numéro de détenu 37084 et la profession « professeur » avant d’être transféré dans le camp annexe de Bremen-Farge, l’un des très nombreux « Kommandos » de Neuengamme. Le camp de Bremen-Farge, proche de la ville de Brême, ouvert en juin 1943, dépendait de la Direction de la construction de la Marine. Les déportés (la plupart originaires de France, de Pologne et d’Union soviétique) y travaillaient dans des conditions extrêmement pénibles à la construction d’un abri sous-marin (le « bunker Valentin »).

### Le décès à Ravensbrück
Face à l’avancée alliée, le camp de Bremen-Farge a été évacué à partir du 6 avril 1945. Les prisonniers ont été dispersés dans différents camps de concentration. De nombreux détenus, rassemblés dans le camp principal de Neuengamme, ont été emmenés fin avril dans la baie de Neustadt et embarqués sur plusieurs navires. Le 3 mai, l’aviation britannique  a bombardé ces navires, tuant par erreur plusieurs milliers de prisonniers. (Cap Arcona). On a longtemps cru que Robert Duterque était mort soit à Neuengamme, soit à bord de l’un de ces navires. Or, il faisait partie d’un groupe de détenus, rassemblés dans le camp annexe de Neuengamme-Watenstedt puis envoyés par train vers le camp de Ravensbrück, à une cinquantaine de kilomètres au nord de Berlin. 
Le convoi a mis plusieurs jours pour rejoindre Ravensbrück, dans des conditions abominables. Il est arrivé le 14 avril 1945. Robert Duterque faisait partie des 1595 détenus ayant survécu au voyage : il a été enregistré dans le livre du camp de Ravensbrück sous le numéro de détenu 19127 et y est mort quelques jours plus tard, vraisemblablement au début du mois de mai 1945.

## Décorations à titre posthume
- Chevalier de la Légion d'honneur (11 mars 1953).
- Croix de guerre 1939–1945, palme de bronze (11 mars 1953).
- Médaille de la Résistance française (décret du 3 juillet 1946)[2].
- Cité à l’ordre du Mouvement Libération-Nord.
- Reconnu Mort pour la France.
- Nommé au grade de Capitaine (6 juillet 1948).

## Les monuments, bâtiments et rues commémoratifs
- Une rue de la ville de Reims porte son nom, l’allée Robert-Duterque, dans l’actuel quartier Croix-Rouge, à proximité de l’université de Reims Champagne-Ardenne.
- Stèle érigée le 4 mai 1947 par la Fédération marnaise du Parti socialiste SFIO, en l'honneur de ses héros de la résistance, au cimetière du Nord, à Reims[3]
- Stèle en hommage aux instituteurs Morts pour la France lors des deux Guerres Mondiales, cour de l'IUFM, boulevard Victor Hugo à Chalons en Champagne[4]
- Plaque commémorative, salle de réunion de la Bourse du Travail, 13 boulevard de la Paix à Reims - A la mémoire de nos camarades tombés dans la lutte pour la liberté victimes de la barbarie nazie[5]
- Monument aux martyrs de la Résistance inauguré en 1955 (et ravalé en 2005) sur les Hautes Promenades de Reims, en l’honneur des Rémois victimes de la répression nazie[6]

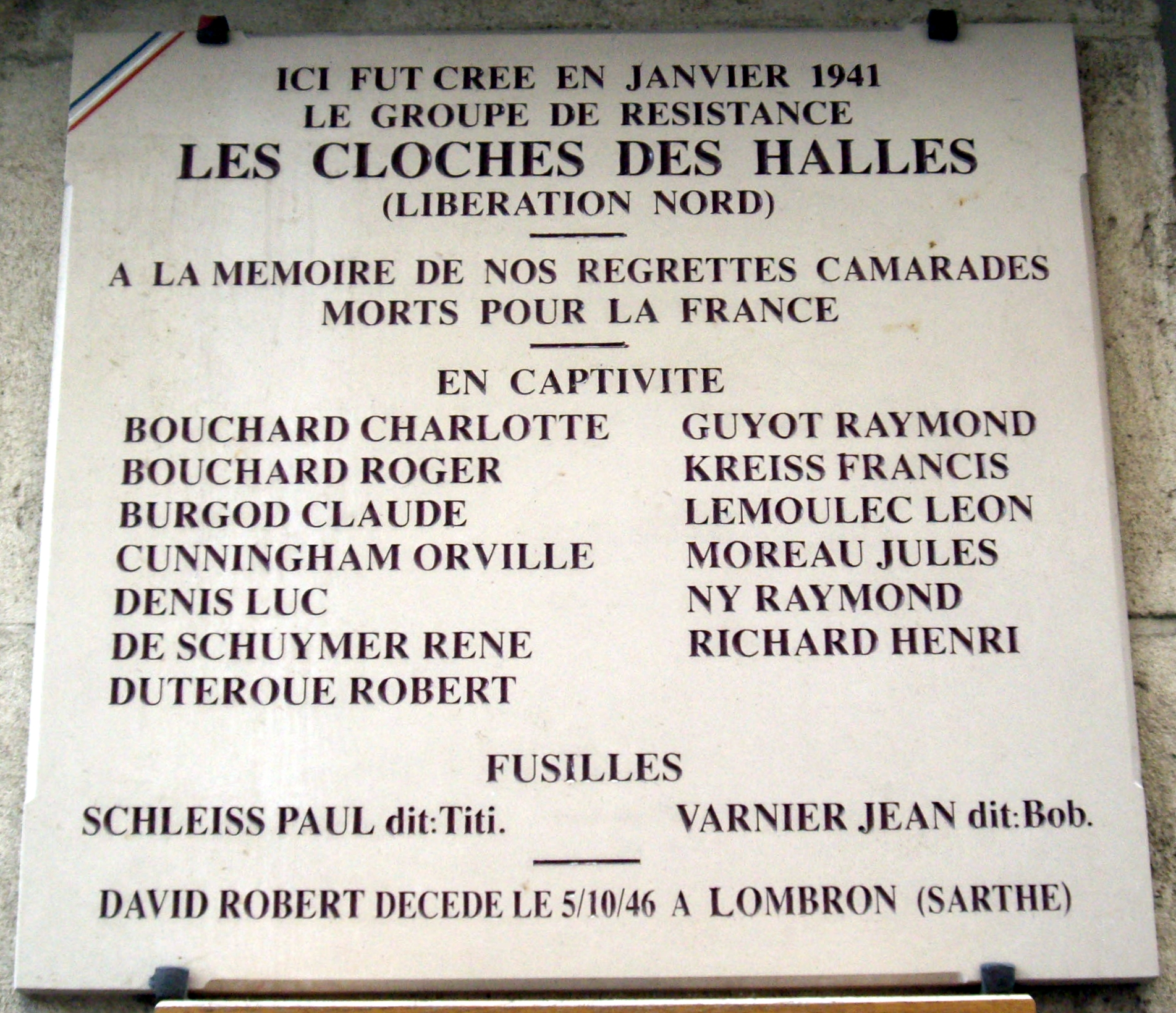
Plaque commémorative du 14, rue Sauval comportant une erreur : Duterque est graphié avec un O au lieu d’un Q.

- Plaque commémorative apposée dans le hall de l’école Jean-Macé, où il a enseigné, boulevard des Belges, à Reims.

- Plaque commémorative apposée le 10 février 1946 par le restaurant Les cloches des Halles, au 14, rue Sauval à Paris (à l'emplacement de l'actuel restaurant Le sanctuaire de Baal), à Paris.